# Чобан (емір)
Чобан (Чупан) (перс. امیر چوپان; бл. 1262–1327) — державний та військовий діяч Держави Хулагуїдів.

## Життєпис

### Початкова кар'єра
Походив з монгольського племені сулдус племенного союзу тайджиутів. Належав до роду Чілауна, який був одним із чотирьох великих сподвижників Чингісхана. Онук Тудауна, намісника Діярбакіра. Син Меліка, що ймовірно першим прийняв іслам. Народився близько 1262 року. Замолоду долучився до військової справи.
1289 року брав участь у війні проти Золотої Орди в Ширвані і Дагестані. Був прибічником Гайхату під час боротьби того за владу в 1291 році. 1295 року під час боротьби Газана з Байду за трон біля фортеці Устунаванд перейшов на бік першого. 1296 року допомагав Газану у придушені повстань інших претендентів на трон.
1299 року брав участь у кампанії проти Сулейміша, одного з очільників ойратів в Анатолії. Він діяв як старший командир під час трьох кампаній Газана в Сирії та Палестині проти Мамлюцького султанату. Після перших успіхів 1303 року після поразки Кутлуг-шаха у битві при Мардж ас-Сафар, лише Чобан зберіг власні загони, з якими зміг в порядку відступити. Газан, розлючений поразкою, покарав і Кутлуг-шаха, і Чобана, хоча з останнім вчинили м'якше.

### Емір
19 березня 1305 року Чобан був заручений з Довланді-хатун, донькою нового ільхана Олджейту. У 1307 році йому було доручено командувати однією з чотирьох армій, призначених для придушення повсталої провінції Ґілян. Вирушивши з Ардебіля, він переконав місцевих правителів Астари та Гаскара мирно здатися, у наслідку армія його противника Кутлуг-шаха зазнала поразки біля Гілакі. Після цього Олджейту призначив Чобана своїм головним воєначальником (еміром держави). 30 вересня 1307 року Чобан одружився з Довланді-хатун.
Поступово збільшував свій вплив в державі, протистоючи іншим групам — монгольським і перським. У 1316 році зберіг посаду й вплив за наступного ільхана Абу Саїда Багадура, незважаючи на спроби аміра Севінча отримати цю посаду для себе. У 1317 році Чобан був заручений з Саті-бега, іншою дочкою Олджейту.
У 1318 році він переконав дискредитованого колишнього візира Рашид ад-Діна Хамадані повернутися до двору. Рашид незабаром був звинувачений в отруєнні Олджейту. Звинувачення активно підтримав Чобан, внаслідок чого Рашид ад-Діна було страчено.

### Правитель держави
У 1319 році спільно з еміром Хусейном виступив проти Ясаура, хакіма Нікудерійської Орди, що намагався захопити Хорасан. З поліпшення ситуації тут був відкликаний на Кавказ, де ільхан боровся проти Узбека, хана Золотої Орди. В боях біля річки Кура зумів завдати супротивникові низку поразок. Зрештою золотоординське військо відступило.
Чобан вирішив цієї ситуацією для зинувачення у зраді та боязустві своїх супротивників, зокрема еміра Курумуши, наїба (намісника) Грузії. У відповідь Курумуши та Іринджін, стрийко ільхана, повстали. У червні 1319 року Іринджін зазнав поразки біля Міане, а у липні того ж року біля Севану було переможено Курумуши. Після цих подій Чобан отримав майже повний вплив на Абу-Саїда Багадура, а його сини Тимурташ, Шейх Махмуд, Хасан і Димішк-ходжа провідні посади в державі наїбів Рума, Вірменії, Хорасана і Мазандерану, Аррану й обох Іраків відповідно. Союзник — Таз, син Кітбуки, став наїбом Грузії. Чобан також одружився з Саті-бега і Курдужин-хатун, правителькою Ширазу.
1322 року син Тимурташ вирішив стати самостійним, піднявши повстання й оголосивши себе махді. Чобан особисто пішов домогтися його здачі і навіть домігся повторного призначення на цю посаду. Невдовзі ільхан забажав одружитися на доньці Чобана — Багдад-хатун, але та була дружиною еміра Хасан Бузурга. 1324 року домігся призначення свого онука Талиша наїбом Ісфагану, Фарсу і Керману.
1325 року Абу-Саїд Багадур звернувся до Чобана, вимагаючи влаштувати шлюб з його донькою. Натомість той відправив Багдад-хатун та зятя до Карабаху, а сам виступив проти Узбек-хана, що знову вдерся до Аррану. Завдав противникові поразки, після чого вдерся в межі Золотої Орди. Невдовзі домігся призначення сина Димішк-ходжи візиром держави.

### Загибель
Поступово стосунки з ільханом погіршувалися через всевладдя Чобана та йогос инів, які стали більш могутні та багаті ніж сам Абу-Саїд Багадур. На початку 1326 року Чобан очолив армію для війни проти чагатайського хана Кепека. Перед тим за клопотанням Абу Саїда великий каган Єсун-Темур надав тому номінальний титул головнокомандувача військ всіх монгольських ханств та титул І-гуна. Восени того ж року  Чобан переміг чагатайсько-нікудерійське військо в битві біля Газні. У цей час ільхан 25 серпня 1327 року наказав вбити візира Димішк-ходжу, звинувативвши його у інтимному зв'язку з колишньою наложницею свого батька.
Почувши це, Чобан рушив проти Абу-Саїда Багадура, зрештою зайняв Казвін, але біля міста Рей, напередодні вирішальної битви 30 тис. вояків перейшло на бік ільхана. В результаті Чобан вимушен був тікати до Герату під захист маліка Гіяс ад-Діна. Проте незабаром останній наказав схопити і задушити Чобана, тіло якого видав Абу-Саїду. За цим було вбито синів Тимурташа і Шейх Махмуда, а 1329 року загинув сина Хасан і онук Талиш. Донька багдад-хатун була змушена розлучитися з Хасаном Бузургом і вийти заміж за Абу Саїда. В якості компенсації Хасан отримав колишню посаду Чобана.